# ヴィルモラン

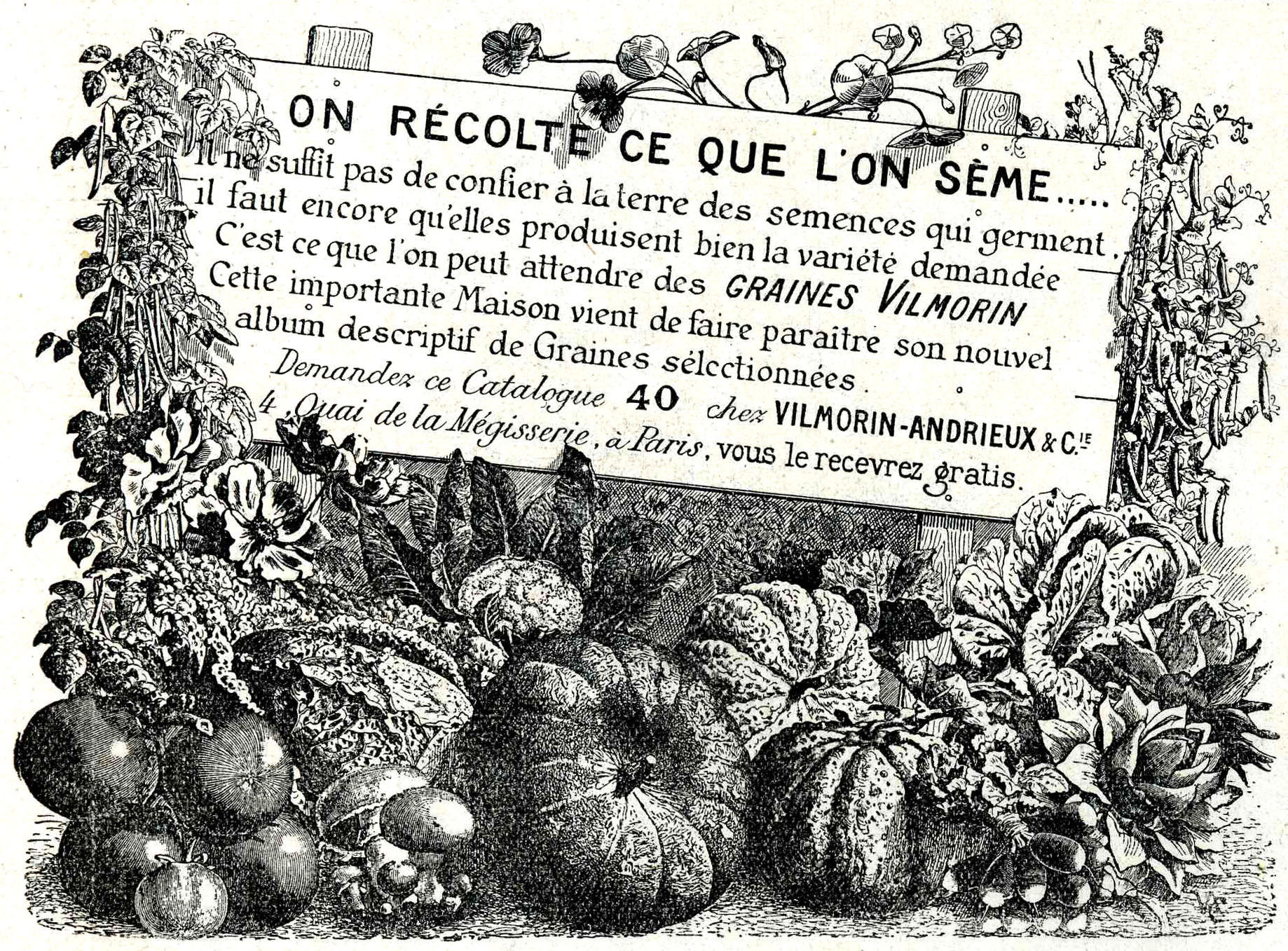
Le Miroir (1914)に掲載された広告

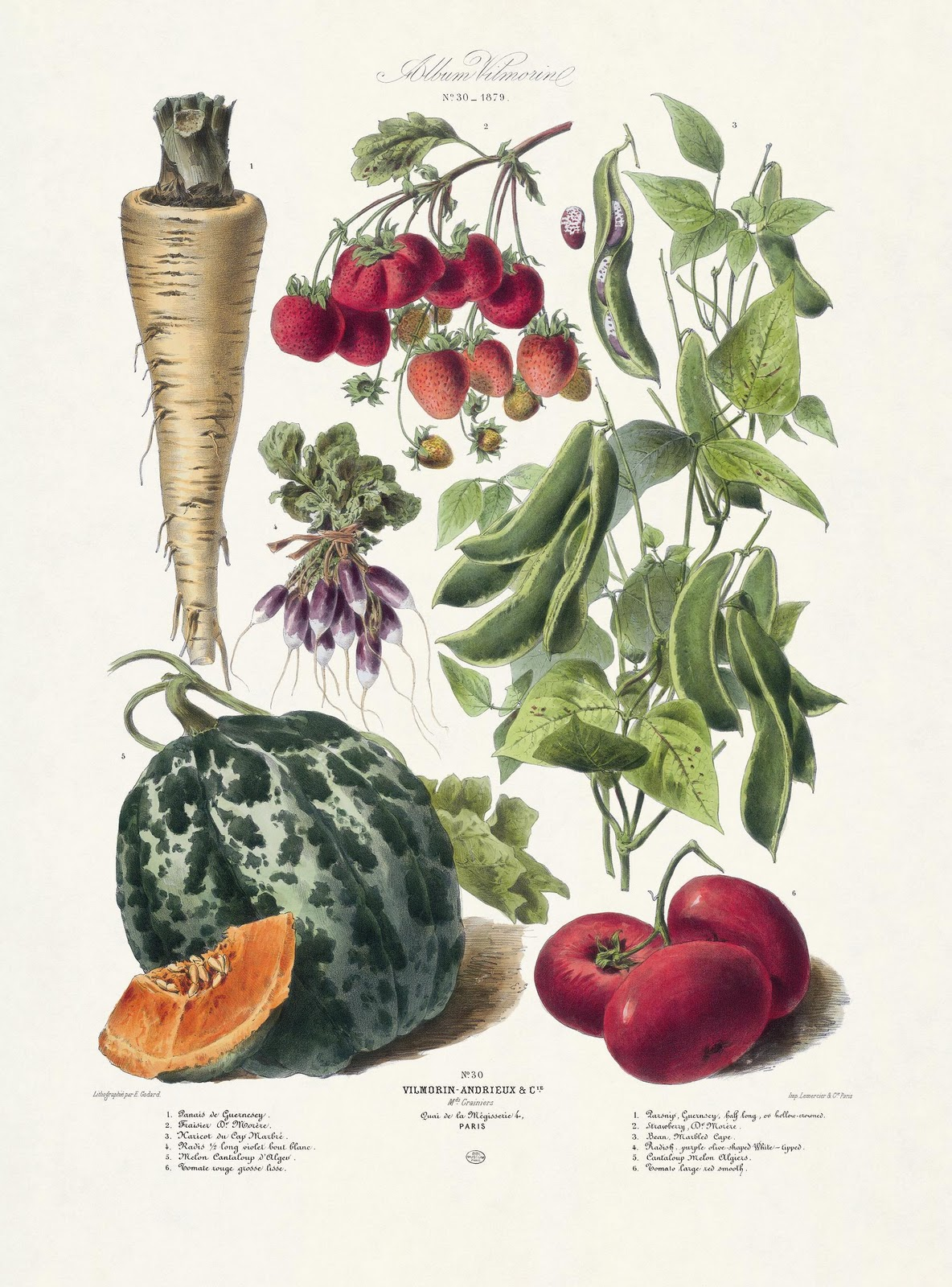
Plate 30
Album Vilmorin (1879)

ヴィルモラン（Vilmorin & Cie）は、フランスの種子会社であり、ほぼ2世紀にわたって、一族で経営されてきた老舗企業である。現在は、EU最大の植物育種および種子会社のリマグラングループ（Groupe Limagrain）を主要株主とする株式会社である。ペイ・ド・ラ・ロワール地域圏のLa Ménitréに本部を置く。ユーロネクスト・パリ上場企業（Euronext: RIN ）。

## 歴史
1743年にクロード・ヴィルモランと夫で、国王ルイ15世に種子を納入していた植物学者のピエール・アンドリューによってパリ1区のメジッスリー通りに種子商店が開かれたのに始まる。1774年に彼らの娘が植物愛好家のフィリップ＝ヴィクトル・ルヴェック・ド・ヴィルモラン（Philippe-Victoire Levêque de Vilmorin：1746-1804）と結婚し、店を再興し、後に息子のフィリップ・アンドレ・ド・ヴィルモランの経営で「ヴィルモラン商会」（Vilmorin-Andrieux et Cie)となる会社を設立した。フィリップ・アンドレ・ド・ヴィルモランはヨーロッパへの樹木や珍しい花の輸入をはじめた。アメリカからユリノキや、家畜用ビートや根菜類のルタバガなどを扱かい、ヨーロッパに宣伝し広めた。
パリ郊外のヴェリエール＝ル＝ビュイッソンにあるかつてルイ14世の狩猟場であったヴィルモランの屋敷は、植物園、樹木園として有名になり、ヴィルモランの本社になり、経営は子孫に引き継がれた。その中の一人、ルイ・ド・ヴィルモラン（Louis de Vilmorin：1816-1860）は1856年に『テーブルビート（ルートビート）の新種作成の記録と植物の遺伝の考察』（"Note on the Creation of a New Race of Beetroot and Considerations on Heredity in Plants,"）を出版し、近代的な種苗産業の理論的な基礎となった。初期のヴィルモランの経営者たちは多くの植物学の記事の出版を行った。
1972年にRené Hodéeに買収され、1975年にリマグラン・グループに売却され、1986年に名称が Vilmorin-Andrieux から Vilmorin SAに変更された。
2016年、ヴィルモランと同じリマグラングループに属する、日本のみかど協和株式会社と新たなビジネスユニット「Vilmorin-MKS」を結成した